# Wibaut–Arens合成
Wibaut-Arens合成（Wibaut-Arens synthesis）
吡啶用乙酸酐和锌粉或铁粉处理，然后用锌粉在相应的羧酸中还原，得到4-烷基吡啶。
烷基吡啶的产率随烷基的加大而降低。